# Wołudrynci
Wołudrynci (ukr. Волудринці, hist. pol. Wołudryńce) – wieś na Ukrainie, w obwodzie chmielnickim, w rejonie chmielnickim, w hromadzie Jarmolińce. W 2024 liczyła 231 mieszkańców.